# E=M6
E=M6 est une émission de télévision française de vulgarisation scientifique diffusée toutes les semaines sur M6 depuis le 10 février 1991 et présentée par Mac Lesggy. Elle est la plus ancienne et la plus long émission scientifique du paysage audiovisuel français en cours de diffusion avec le même animateur de télévision.
L'émission a reçu plusieurs récompenses, dont un 7 d'or de la meilleure émission éducative en 2001. Elle se décline également en soirées spéciales de première partie de soirée sur des thèmes divers.
Son nom est un mot-valise issu de la fusion de M6 (chaîne de l'émission) et du calcul d'Albert Einstein, le célèbre E=mc2.

## Concept
L'émission de vulgarisation scientifique se concentre surtout sur le décryptage du quotidien des Français d'un point de vue scientifique, avec des sujets sur l'alimentation, le corps humain, les technologies ou l'énergie... Chaque numéro est consacré à un sujet qu'il explique à travers des reportages.

## Historique
En 1990, Mac Lesggy et Nicolas Goldzahl, tous deux ingénieurs agronomes diplômés de l'Institut national agronomique Paris-Grignon, participent à un concours de jeunes talents de la télévision organisé par l'académie Carat Espace. Ils sont sélectionnés par le jury dont fait partie le directeur général adjoint de M6 Nicolas de Tavernost et le PDG Jean Drucker. Encouragés par ce dernier, ils développent un projet d'émission scientifique intitulée Science Tonic. Ils mettent en commun leur salaire, 20 000 francs par mois chacun, pour pouvoir tourner un pilote à l'été 1990. N'ayant pas les moyens d'engager un comédien pour la présentation, c'est Mac Lesggy qui passe devant la caméra. Le directeur des achats des programmes de M6 Thomas Valentin n'est pas convaincu par la prestation de Mac Lesggy et demande un deuxième essai. Mis en concurrence avec un projet des frères Igor et Grichka Bogdanoff, les deux débutants sont finalement choisis grâce à leur enthousiasme communicatif et un coût de production inférieur. La chaîne rebaptise l'émission E=M6, en référence au nom de la chaîne et à la célèbre équation E=mc2 d'Albert Einstein, et leur commande six numéros de 26 minutes. Pour les produire, Mac Lesggy et Nicolas Goldzahl fondent leur société de production, VM Productions, devenue par la suite VM Group,,.
Le premier numéro d'E=M6 est diffusé le dimanche 10 février 1991 à 10 h 50,. Si l'émission est suivie par peu de personnes à ses débuts avec seulement 200 000 téléspectateurs chaque semaine, elle bénéficie de la confiance des directeurs des magazines, Christine Lentz puis Jacques Expert. Ainsi au bout d'un mois, elle trouve son public. En 1992, l'émission est récompensée du Prix « Télévision » au Festival Images et Sciences de Palaiseau. Cette même année, elle bénéficie d'une diffusion en première partie de soirée jusqu'à la 100e ou encore les cinq ans de l'émission.
Si l'émission est à l'origine principalement consacrée à l'actualité des sciences, la recherche, les nouvelles technologies et les sciences dures, elle se tourne peu à peu vers le décryptage du quotidien des Français par les scientifiques. L'émission profite aussi des évènements scientifiques ou pseudo-scientifiques de l'actualité pour aborder certains sujets : par exemple à l'occasion de la sortie au cinéma en 1993 du film Jurassic Park, une émission spéciale sur les dinosaures est diffusé le dimanche 17 octobre 1993.
En 1994, la société de production d'E=M6, VM Productions, et l'association Planète Sciences créent la Coupe E=M6 de robotique qui se déroule chaque année à La Ferté-Bernard. Il s'agit d'un défi ludique, scientifique et technique de robotique amateur qui s'adresse à des équipes de jeunes passionné(e)s de la robotique, que ce soit dans des clubs d'amateurs, des associations, des écoles, des collèges, des lycées, des universités ou des écoles d'ingénieurs,. Le concours est diffusé dans l'émission.
À partir de 1996, l'émission est déplacée vers 20 h le dimanche. L'émission se décline également en soirées spéciales de première partie de soirée est enfin de retour dès 1998 sur des thèmes divers.
E=M6 fête son 200e numéro le 20 avril 1999 avec une sélection de sujets spectaculaires. L'émission diffuse le 500e épisode le 17 décembre 2006. Elle fête son 700e numéro le 4 décembre 2011 avec un sujet sur l'histoire des inventions faites par hasard qui ont changé notre vie de tous les jours,. Elle fête son 800e épisode le 2 novembre 2014 avec un sujet sur la vie des Gaulois. Elle fête son 1000e numéro avec un sujet sur le tour Eiffel le 1er mars 2020.
En 2005, Mac Lesggy fonde avec Anne Simounet une nouvelle société de production, Link production, qui produit désormais l'émission. L'émission cesse de participer à l'organisation de la Coupe de France de robotique.
Du 2 octobre au 29 décembre 2017, Une pastille quotidienne en 1 minute est intitulé E=M6 : Spéciale Nutrition est diffusée sur les 3 chaînes du Groupe M6 : M6, W9 et 6ter.
Depuis le 4 mars 2018, E=M6 fête ses 27 ans et l'émission s'offre un nouveau générique, un nouveau plateau et une nouvelle formule.
À partir du 1er septembre 2018, une déclinaison de l'émission, E=M6 spécial santé, est diffusée le samedi à 17 h 30.
Le 6 mai 2019, l'émission est proposée exceptionnellement en première partie de soirée et ce après neuf ans d'absence sur cette case de la programmation.
Le 14 mars 2021, E=M6 fête ses 30 ans avec un sujet sur la Cité des Télécoms.

## Accueil

### Audiences
En 2009, l'émission est suivie en moyenne par 2,7 millions de téléspectateurs chaque semaine.
En 2011, l'émission attire en moyenne 2,4 millions de téléspectateurs, soit 9,5 % de part d'audience.
Le 10 janvier 2016, l'émission réalise son record historique en attirant 3,4 millions de téléspectateurs, soit 11,7 % de part d'audience, avec le sujet « Réfrigérateur, téléphone: La science de ces objets qui ont changé nos vies ».
L'émission en première partie de soirée du 6 mai 2019 réalise un carton d'audiences, puisqu'elle réunit 3 060 000 téléspectateurs, soit 13,6 % de part de marché, classant la chaîne 2e de la soirée.

### Récompenses
L'émission et son présentateur ont été récompensés par plusieurs prix :
- Prix « Télévision » au Festival Images et Sciences de Palaiseau en 1992 ;
- Grand prix de l'information scientifique, décerné par l'Académie des sciences en 1995 à Mac Lesggy ;
- 7 d'or de la meilleure émission éducative en 2001.

## Produits dérivés

### Sorties en VHS et DVD
De 2002 à 2003, les reportages d'E=M6 sont publiés sous la forme de cassettes vidéo VHS et de DVDs. Ils sont rassemblés par thème dans 44 numéros.
1. Les mystères de l'univers
2. Le corps humain
3. Les colères de la Terre
4. La conquête de l'espace
5. La mer
6. Les transports du futur
7. Les grandes constructions de l'homme
8. Les techniques du futur
9. Les animaux dangereux
10. Les explorateurs de l'extrême
11. Les Sept Merveilles du monde
12. Les animaux domestiques
13. Le paranormal
14. La civilisation romaine
15. Insectes et araignées
16. La science au service du sport
17. Arbres et forêts
18. Les énigmes du climat
19. Nos ancêtres au quotidien
20. L'énergie
21. Pollutions : l'Homme en danger !
22. Voyage au cœur de la médecine
23. Au temps des dinosaures
24. Police - Espionnage - Sécurité
25. L'espace et ses défis
26. Les dessous de notre alimentation
27. Drogues et dépendances
28. Les prouesses de l'architecture
29. Les coulisses de l'aviation
30. Des animaux étonnants
31. Bateaux : la maîtrise des mers
32. Les étranges réactions du corps
33. La sécurité routière
34. Les sorciers de l'alimentation
35. Des inventions insolites
36. L'eau dans tous ses états
37. Les dangers des vacances
38. Le monde de l'image
39. Le culte du corps
40. Les pouvoirs de la génétique
41. Les exploits des robots
42. Les sports à sensation
43. La médecine au service de l'Homme
44. L'Homme face au froid

### Jeux
En 2002,et 2005,Ravensburger édite un jeu de société intitulé E=M6 qui prend la forme d'un quiz sur le thème de la science,
En 2008, l'éditeur Anuman Interactive et le développeur Little Worlds Studio sortent sur PC et Nintendo DS E=M6 Défi Cérébral, un jeu vidéo de réflexion composé de challenges de logique et de mémoire, de puzzles visuels et de nombreuses questions.
En 2010, M6 Interactions édite un second jeu de société, E=M6 le jeu, où les joueurs doivent sauver la planète en collaborant et en prenant des décisions.